# Возрождение (журнал)
«Возрождение» (рус. дореф. «Возрожденіе») — литературно-политический журнал, выходивший в Париже в 1949—1974. Всего вышло 234 номера. Предшественницей журнала была газета «Возрождение».
Считался русским национальным органом печати, близким к православной церкви.
- Издатель — А. О. Гукасов

## Главные редакторы
- 1949 — И. И. Тхоржевский
- 1950 — С. П. Мельгунов
- 1958 — С. Оболенский, В. З. Злобин
- 1960 — С. Оболенский, Я. Н. Горбов

## Важнейшие авторы
- Иван Алексеевич Бунин
- Борис Константинович Зайцев
- Алексей Михайлович Ремизов
- Николай Сергеевич Арсеньев
- Василий Зеньковский
- Владимир Николаевич Ильин
- Пётр Константинович Иванов